# Marie-Theres Stickler

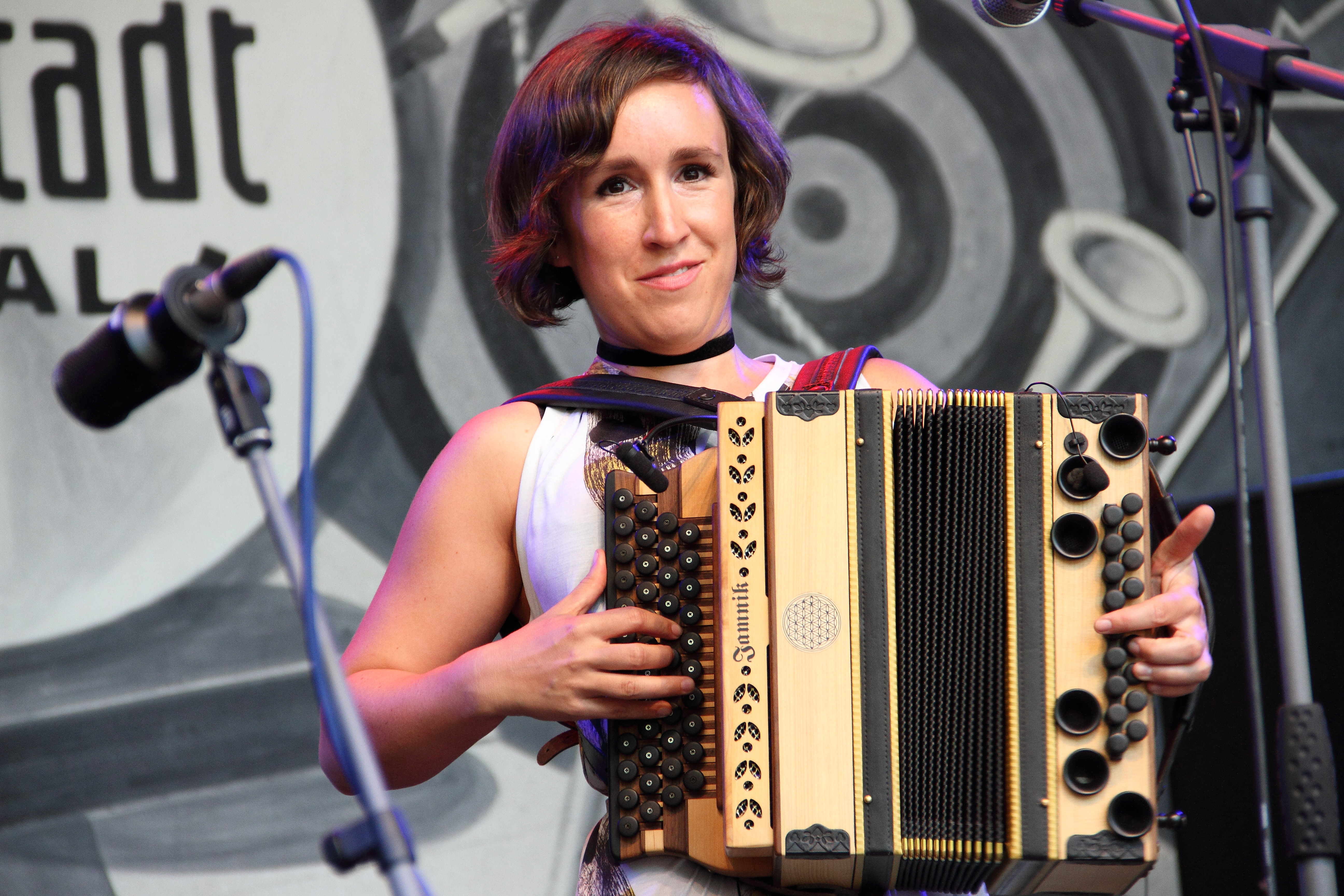
Marie-Theres Stickler mit Alma auf der Konzertbühne des Rudolstadt-Festivals im Heinepark (2017)

Marie-Theres Stickler (* 22. Januar 1988 in Neunkirchen, Niederösterreich) ist eine österreichische Musikerin und Komponistin. Sie spielt diatonische Harmonika sowie Schrammelharmonika und ist insbesondere im Bereich der traditionellen Musik und Weltmusik aktiv.

## Leben und Ausbildung
Marie-Theres Stickler wuchs in Niederösterreich auf und kam früh mit traditioneller Volksmusik in Berührung. Sie studierte am Mozarteum Salzburg im Studiengang Instrumental- und Gesangspädagogik (IGP) mit dem Schwerpunkt Volksmusikinstrumente, insbesondere diatonische Harmonika und chromatisches Hackbrett. Anschließend absolvierte sie ein Masterstudium für diatonische Harmonika.
Im Rahmen ihrer Masterarbeit forschte sie in den USA zur Musik europäischer Auswanderer und deren musikalischem Erbe, insbesondere in Hinblick auf den Transfer und die Weiterentwicklung traditioneller Musikformen.

## Künstlerisches Wirken
Stickler ist Gründungsmitglied des Ensembles Alma, mit dem sie national und international auftritt. Die Gruppe wurde mit dem Österreichischen World Music Award ausgezeichnet. Zudem spielte sie regelmäßig mit der Gruppe Die Tanzgeiger und arbeitete eng mit dem Musiker Rudi Pietsch zusammen.
Ein besonderer Fokus liegt auf dem Wienerlied: sowohl in traditioneller Form, etwa mit dem Kontragitarristen Rudi Koschelu, als auch im zeitgenössischen Kontext, unter anderem mit der Sängerin Tini Kainrath, dem Liedermacher Ernst Molden und dem 2022 verstorbenen Willi Resetarits, mit dem sie ebenfalls zusammenarbeitete.
Stickler war Mitglied mehrerer Musikformationen, darunter Martin Spengler & die foischn Wiener, WüdaraMusi sowie die Divinerinnen. Von 2013 bis 2015 spielte sie zudem in der Raphael Sas Band, einem Projekt des Gitarristen von Der Nino aus Wien. Außerdem tritt sie im Duo mit der Sängerin Manuela Diem auf, wobei sie sich zwischen Neuer Volksmusik, alpinem Chanson und improvisierter Musik bewegt.

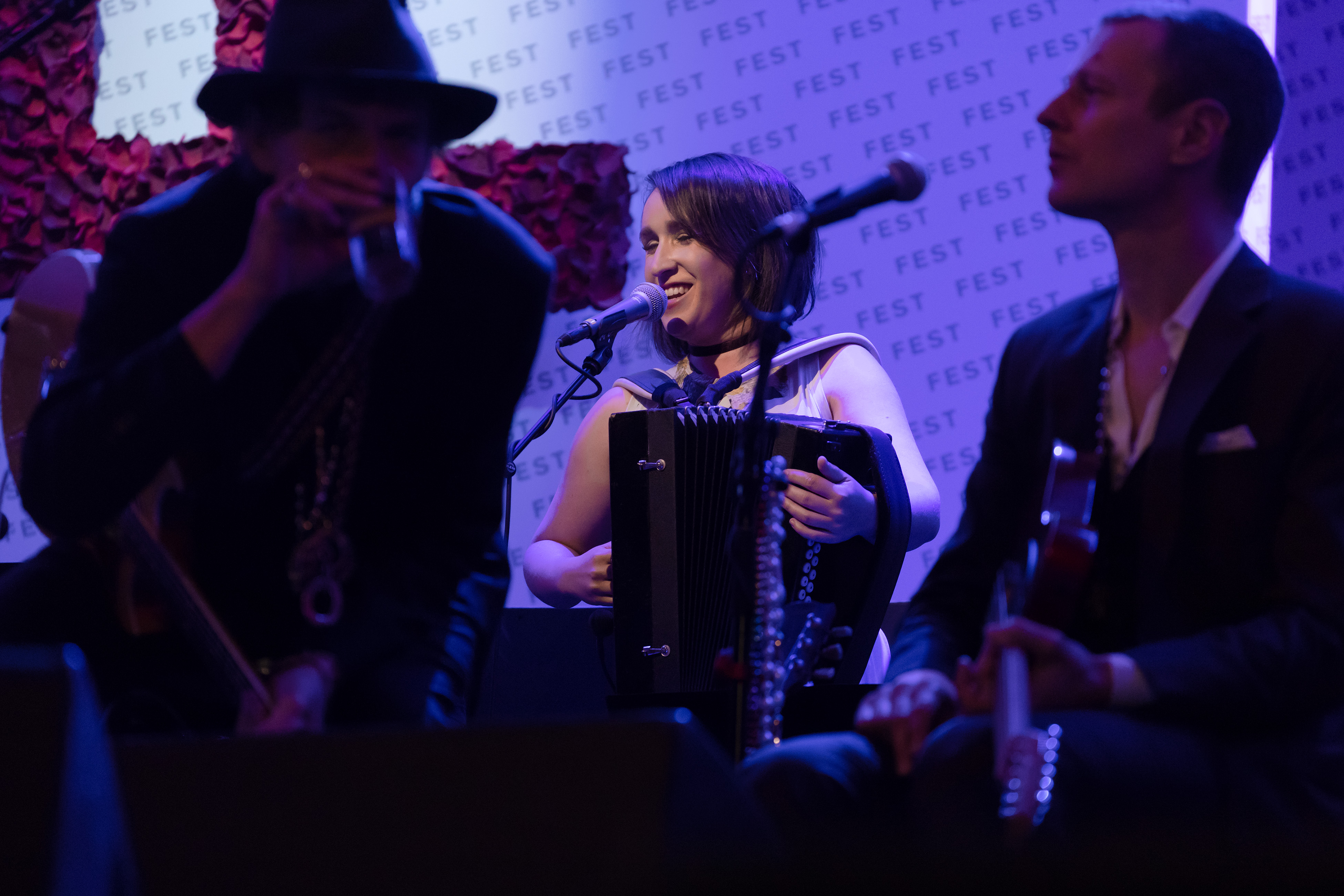
Marie-Theres Stickler bei der Eröffnung der Wiener Festwochen 2018 am Rathausplatz

Stickler trat mehrfach bei der Eröffnung der Wiener Festwochen auf (2014, 2018, 2019) und war an Projekten mit dem Tonkünstlerorchester Niederösterreich beteiligt, bei denen auch eigene Kompositionen zur Aufführung kamen. Sie ist regelmäßig in renommierten Konzertstätten wie dem Wiener Musikverein und dem Wiener Konzerthaus zu hören.

## Rezeption und Medien
Marie-Theres Stickler gilt als prägende Stimme einer neuen Generation von Musiker:innen, die traditionelle Volksmusik mit zeitgenössischen Ausdrucksformen verbindet. In Interviews hebt sie die Bedeutung von Individualität, Charakter und kulturellem Kontext in der Musik hervor.
2017 widmete ihr der Sender ServusTV ein Porträt in der Reihe Heimatleuchten mit dem Titel „Die Vollblutmusikantin“.

## Diskografie
Mit Die Tanzgeiger
- Drei (2012)
- Vier (2021)

Mit ALMA (Band)
- nativa (2013)
- transalpin (2015)
- Oeo (2017)
- Cherubim (2019)

Mit Martin Spengler & die foischn Wiener
- Die Liebe, da Tod und de aundan Gfrasta (2013)

Mit Die Divinerinnen
- Tanz von innen (2021)
- Divinerisch (2023)